# Samuel H. Shapiro

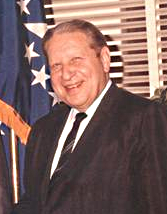
Samuel H. Shapiro.

Samuel Harvey Shapiro, född 25 april 1907 i Estland, död 16 mars 1987 i Kankakee, Illinois, var en amerikansk demokratisk politiker. Han var guvernör i delstaten Illinois 1968–1969.
Han föddes Israel Shapiro i Estland som hörde till Tsarryssland och flyttade tidigt till USA. Shapiro studerade juridik vid University of Illinois College of Law. Han var senare åklagare för Kankakee County. Han var viceguvernör i Illinois 9 januari 1961 – 21 maj 1968. Guvernör Otto Kerner avgick 1968 för att bli utnämnd till en federal domstol. Shapiro var den andra judiska guvernören i Illinois historia. Han förlorade 1968 års guvernörsval mot republikanen Richard B. Ogilvie.
Shapiros grav finns på Waldheim Jewish Cemetery i Cook County, Illinois.